# Едвард Сіага
Едвард Філіп Джордж Сіага (англ. Edward Philip George Seaga; 28 травня 1930, Бостон — 28 травня 2019) — ямайський державний і політичний діяч.

## Життєпис
Народився 28 травня 1930 року в Бостоні (США). Батько мав ліванське походження, мати — шотландське. Хрещений в англіканській церкві. Закінчив школу на Ямайці, вищу освіту отримав у Гарварді. У молодості був музичним продюсером на Ямайці. У 1959 році став депутатом парламенту Ямайки від Лейбористської партії. Був міністром розвитку і соціального забезпечення в уряді А.Бустаманте, міністр фінансів у 1967—1972 рр. Лідер Лейбористської партії у 1974—2005 роках.
Після перемоги лейбористів на парламентських виборах 1980 року став 5-м прем'єр-міністром Ямайки 1 листопада 1980. У жовтні 1981 р. розірвав дипломатичні відносини з Кубою. Підтримав у 1983 р. інтервенцію військ США і країн Карибського моря в Гренаду задля недопущення встановлення там комуністичного прорадянського і прокубинського режиму і відновлення демократії. Виграв дострокові парламентські вибори в грудні 1983 р., які бойкотувала опозиція.
Залишив пост прем'єр-міністра після поразки на виборах 1989 року (10 лютого 1989).